# Dialineura albata
Dialineura albata är en tvåvingeart som först beskrevs av Daniel William Coquillett 1898.  Dialineura albata ingår i släktet Dialineura och familjen stilettflugor. Inga underarter finns listade i Catalogue of Life.